# 9×22 mm Major
A 9×22 mm Major 9 mm-es pisztolylőszert az osztrák Horst H. Grillmayer fejlesztette ki, és az első néhány darab elkészült lőszer után elsőként a siroki Mátravidéki Fémművek (MFS) kezdte el a gyártást 1991−1992 között, emiatt helytelenül szokták magyar lőszernek is hívni (pontosabb lenne az osztrák-magyar lőszer elnevezés). Az MFS-en kívül csak az olasz  Fiocchi Munizioni gyártotta ezt a lőszert. A töltény rövid életű volt, csak pár évig gyártották.
A  lőszer  9×22 MJR, 9 mm MFS és 9 mm Grillmayer jelzéssel is ismert.

## Történet
A lőszert egy osztrák sportlövő és fegyverfejlesztő tervezte, nevezetesen Horst H. Grillmayer (1940-2013).
A tervező célja egy olyan lőszer megalkotása volt, aminek az impulzusa egy 9 mm-es lövedékkel is eléri a „major” kategóriát a szituációs lövészetben, a lőszer neve is innen ered (illetve ez egyben szójáték is, utalva a tervező nevére: Grillmayer).
A tervezés másik fő szempontja az volt, hogy ne kelljen teljesen új fegyvert is tervezni az új lőszerhez.
Kiinduló lőszerként a 10 mm-es lövedéket tartalmazó .40 Smith & Wesson (.40 S&W) lőszerhüvelyt vették alapul, pusztán a hüvely nyakát húzták össze annyira, hogy megfeleljen a 9×19 mm Parabellum lövedék méretkövetelményeinek, ennek köszönhető a jellegzetes palackforma. Ebből kifolyólag az új 9x22 mm-es lőszer használatához elegendő volt a .40 Smith & Wesson lőszert használó pisztolyok csövét lecserélni, a fegyver többi alkatrésze csereszabatos maradt.
Hasonlóan számos 1980-2000 között tervezett pisztolylőszerhez, a 9x22 Major sem terjedt el, még a civil felhasználók körében sem.
Ugyanakkor a lőszer ötlete alapvetően életképesnek bizonyult: az 1994-ben megjelent és azóta rendkívül népszerűvé vált .357 SIG pontosan ugyanezt a logikát követte: .40 S&W lőszer, mint kiinduló lőszer, 9 mm-es lövedék és palackforma kialakítás.
(A 9x22 Major és a .357 SIG nem csereszabatosak egymással: a töltény "válla", a szűkítés helye a 9x22-es esetében a hüvelytalptól számított 14,7 mm-es magasságban kezdődik, míg a .357 SIG-nél ez 16,5 mm-nél van.)

## Teljesítmény
Minden érték az MFS által gyártott lőszerekre vonatkozik.
| Kaliber       | Lövedék               | Sebesség (m/s) | Sebesség (m/s) | Sebesség (m/s) | Sebesség (m/s) | Sebesség (m/s) | Sebesség (m/s) | Energia (Joule) | Energia (Joule) | Energia (Joule) | Energia (Joule) | Energia (Joule) | Energia (Joule) | Lövedék esése (cm) | Lövedék esése (cm) | Lövedék esése (cm) | Lövedék esése (cm) | Lövedék esése (cm) | Lövedék esése (cm) |
| Kaliber       | Lövedék               | 0 m            | 5 m            | 10 m           | 15 m           | 25 m           | 50 m           | 0 m             | 5 m             | 10 m            | 15 m            | 25 m            | 50 m            | 0 m                | 5 m                | 10 m               | 15 m               | 25 m               | 50 m               |
| ------------- | --------------------- | -------------- | -------------- | -------------- | -------------- | -------------- | -------------- | --------------- | --------------- | --------------- | --------------- | --------------- | --------------- | ------------------ | ------------------ | ------------------ | ------------------ | ------------------ | ------------------ |
| 9×22 mm Major | FMJ−6,15g (94,91 gr)  | 540            | 527            | 515            | 503            | 480            | 427            | 897             | 984             | 815             | 778             | 708             | 560             | -1,60              | -1,01              | -0,51              | -0,13              | 0,20               | ∅                  |
| 9×22 mm Major | FMJ−8g (123,46 gr)    | 465            | 456            | 447            | 438            | 423            | 386            | 865             | 832             | 799             | 767             | 716             | 596             | -1,47              | -0,76              | -0,20              | 0,16               | 0,58               | ∅                  |
| 9×22 mm Major | FMJ−7,50g (115,74 gr) | 470            | 460            | 451            | 442            | 424            | 384            | 828             | 764             | 763             | 733             | 674             | 553             | -1,47              | -0,79              | -0,20              | 0,18               | 0,55               | ∅                  |
| 9×22 mm Major | FMJ−FP−8g (123,46 gr) | 470            | 461            | 452            | 444            | 427            | 389            | 884             | 850             | 817             | 788             | 729             | 605             | -1,47              | -0,79              | -0,23              | 0,22               | 0,53               | ∅                  |
| 9×22 mm Major | LFN−7,80g (120,37 gr) | 430            | 422            | 414            | 406            | 392            | 361            | 721             | 694             | 668             | 642             | 599             | 508             | -1,37              | -0,58              | 0,03               | 0,54               | 0,54               | ∅                  |

FMJ (Full Metal Jacket) − Teljesköpenyes lövedék

FMJ-FP (Full Metal Jacket Flat Point) − Teljesköpenyes, lapos orrú lövedék

LFN (Lead Flat Nose) − Lapos orrú ólomlövedék

## Szituációs lövészet követelményei
Az Észak-Amerikából kiinduló szituációs lövészsport fő szervezete az IPSC (International Practical Shooting Confederation), magyar fordítása Nemzetközi Dinamikus Lövészsport Szövetség.
A szervezet a pisztolyok esetében „minor" és „major" kategóriát különböztet meg, erőfaktor (power factor) alapján. (A power factor valójában az impulzus, azaz a lövedék tömege szorozva a sebességgel.)
Angolszász mértékegységekkel az erőfaktor számítása: a grain-ben mért lövedéktömeg (1 grain = 0,0648 gramm) és a láb/sec-ben mért sebesség szorzata, osztva 1000-rel.
/Például egy tipikus 9x19 mm „Para" lövedék esetében, ha a pisztolylövedék tömege 8,1 gramm (125 grain) és a sebessége 360 m/s (1180 láb/sec), akkor az erőfaktor 147,5. /
A „major" kategória alsó határa az Open Division-ban 160, az egyéb pisztolykategóriákban 170.
Ez a határérték érezhetően meghaladja a 9 mm Parabellum lőszer teljesítményét: ehhez egy 8,1 grammos lövedéket Open Division-ban 1280 láb/sec-re, azaz 390 m/s-re; míg a többi divízióban 1360 láb/sec-re, 415 m/s-re kellene gyorsítani. (Ugyanakkor a jellemző sebességérték 350-360 m/s körül van.)
A 9x22 Major (és kiinduló lőszere, a .40&W) azonban teljesíti a követelményeket: pl. az MFS 9x22 FMJ-8 g lövedéke 123,45 grain tömegű, a sebessége 465 m/s, azaz 1524,6 láb/sec, az erőfaktor 188.

## Külső hivatkozások
- 9x22 Major − egzotikus magyar kaliber
- 9x22 MJR − municion.org (spanyol)
- DWJ - Horst Grillmayer (német)
- IPSC - the Handgun Divisions List Archiválva 2018. augusztus 26-i dátummal a Wayback Machine-ben